# Вахрушев, Виктор Николаевич
Ви́ктор Никола́евич Ва́хрушев (род. 27 марта 1955 года, Кирово-Чепецк, Кировская область, РСФСР, СССР) — советский хоккеист, российский тренер по хоккею с шайбой.

## Биография
Родился 27 марта 1955 года в Кирово-Чепецке (за 1 день до получения им статуса города). Воспитанник местной «Олимпии» (первый тренер А. Д. Кулябин).
В 1972 году был приглашён в московские «Крылья Советов», за которые отыграл 8 сезонов, в составе клуба став чемпионом СССР (сезон 1973/1974), серебряным (сезон 1974/1975) и бронзовым (сезоны 1972/1973 и 1977/1978), обладателем Кубка СССР 1974 года и Кубка Европы 1974/1975. В 1975—1977 годах на 2 сезона вместе с Владимиром Мышкиным был на правах аренды передан в саратовский «Кристалл», где они способствовали переходу клуба в высшую лигу по итогам сезона 1975/1976.
В составе советских юниорской и молодёжной сборных был серебряным призёром чемпионата Европы среди юниоров (1974 год) и дважды чемпионом мира среди молодежи (1974 год и 1975 год годы).
В 1981—1985 годах выступал за ижевскую (устиновскую) «Ижсталь» (высшая лига). После игрового перерыва в сезоне 1986/1987 играл в уфимском Салавате Юлаеве (высшая лига), затем 3 сезона — в щёкинском «Корде», где начал тренерскую карьеру в качестве играющего тренера.
В 2000 году был назначен главным тренером московских «Крыльев Советов» и вывел клуб в Суперлигу. В 2004 году был первым главным тренером созданного в Твери ХК МВД.

## Достижения
- Бронзовый призёр чемпионата СССР 1972/1973.
- Чемпион СССР 1973/1974.
- Обладатель Кубка СССР 1974.
- Серебряный призёр чемпионата Европы среди юниоров 1974.
- Чемпион мира среди молодёжи 1974.
- Обладатель Кубка Европы 1974/1975[англ.].
- Серебряный призёр чемпионата СССР 1974/1975.
- Чемпион мира среди молодёжи 1975.
- Бронзовый призёр чемпионата СССР 1977/1978.